# Джонсон, Дональд
Дональд Джеймс (Дон) Джонсон (англ. Donald James 'Don' Johnson; род. 9 сентября 1968, Бетлехем, Пенсильвания) — американский профессиональный теннисист, бывшая первая ракетка мира в парном разряде.
- Победитель Уимблдонского турнира и финалист Открытого чемпионата США 2001 года в мужском парном разряде
- Победитель Уимблдонского турнира 2000 года в смешанном парном разряде
- Победитель Кубка Мастерс 2000 года в парном разряде
- В общей сложности победитель 22 турниров АТР в парном разряде

## Спортивная карьера

### Начало карьеры
В 1986 году Дональд Джонсон завоевал специальный приз за спортивный дух на молодёжном чемпионате США по теннису. На следующий год он поступил на факультет экономики Университета Северной Каролины, где проучился четыре года. Во время учёбы он защищал цвета университета в студенческих теннисных соревнованиях (в том числе в свой последний год выиграв со сборной чемпионат Атлантического побережья), а после окончания учёбы начал в 1992 году профессиональную карьеру. Тренер Университета Северной Каролины, Сэм Пол, после этого долго оставался и его личным тренером.
С самого начала карьеры Джонсон сосредоточился на игре в парах. В свой дебютный год он сыграл в 16 турнирах класса ATP Challenger в парном разряде и только в четырёх — в одиночном. В июле 1992 года в Бразилии он вышел в финал своего первого «челленджера», а в ноябре в Брунее завоевал первый титул в паре с ирландцем Оуэном Кейси. С декабря 1992 по март 1993 года в паре с Леандером Паесом из Индии он выиграл ещё три «челленджера» и достиг в рейтинге середины второй сотни. В августе и сентябре он дошёл в паре с другим американцем Дагом Айзенманом, до полуфинала на турнирах АТР в Праге и Умаге (Хорватия) и до третьего круга Открытого чемпионата США и вошёл в число ста сильнейших теннисистов мира в парном разряде.
Следующие два года прошли в поисках постоянного партнёра. С Джонсоном выступали американцы Франсиско Монтана, Грег ван Эмбург, Джек Уэйт, Кенни Торн и Брент Хайгарт, но ни с одним из них ему не удавалось улучшить свои результаты. Только в 1996 году им с Монтаной удалось сыграться и победить в двух грунтовых турнирах — сначала в Мехико, а затем в Амстердаме. Они также выиграли три «челленджера» (в ещё нескольких Джонсон побеждал или доходил до финала с другими партнёрами) и пробились в четвертьфинал Открытого чемпионата Франции, победив по ходу одну из сильнейших пар мира — Марка Ноулза и Даниэля Нестора. В августе Джонсон впервые в карьере вошёл в число 50 лучших теннисистов мира в парном разряде. В 1997 году Джонсон и Монтана за сезон трижды играли в финалах турниров АТР и один раз добились победы — на турнире высшей категории в Монте-Карло, где последовательно обыграли три из сильнейших пар мира: Феррейра-Гэлбрайт, Вацек-Кафельников и, наконец, Хархёйс-Элтинг. Этих результатов в совокупности с выходом в четвертьфинал Уимблдонского турнира хватило, чтобы завоевать право на участие в чемпионате мира АТР — итоговом турнире сезона, где они, однако, проиграли все три матча в группе и в полуфинал не попали.

### Пик карьеры
В 1998 году Джонсон и Монтана уже пять раз побывали в финалах турниров АТР и выиграли четыре из них, включая Открытый чемпионат Германии — также турнир высшей категории. На Открытом чемпионате Франции они были посеяны седьмыми и дошли до четвертьфинала, проиграв первой паре турнира — Хархёйсу и Элтингу. На Открытом чемпионате США Джонсон также дошёл до четвертьфинала, но уже в смешанном парном разряде с аргентинкой Патрисией Тарабини. Они были посеяны под шестым номером и проиграли третьей паре турнира, будущим финалистам Лизе Реймонд и Патрику Гэлбрайту. Большую часть сезона Джонсон входил в двадцатку лучших теннисистов-парников в мире. Одержав большинство своих побед на грунте, они с Монтаной сумели тем не менее в начале сезона дважды дойти до финала хардовых турниров в Марселе и Дубае, а в конце года на чемпионате мира АТР одержать две победы в трёх матчах в группе на ковровом покрытии, в том числе над второй парой мира индийцами Бхупати и Паесом. В полуфинале их остановили Хархёйс и Элтинг.
В феврале 1999 года пара Джонсона и Монтаны распалась. На протяжении остатка сезона Джонсон сменил нескольких партнёров, выступая в основном с чехом Цирилом Суком, а также с Томасом Карбонелем и Джимом Граббом. С первыми двумя он выиграл по одному турниру АТР, а с Суком дошёл также до полуфиналов турниров высшей категории в Монте-Карло и Риме. В турнирах Большого шлема в мужском парном разряде он в этом году не показал хороших результатов, не проходя дальше третьего круга, но ему удалось выйти в финал Открытого чемпионата США в смешанном парном разряде с соотечественницей Кимберли По. Непосеянная американская пара уже во втором круге обыграла посеянных первыми Лизу Реймонд и Леандера Паеса, а затем седьмую (Нейланд-Лич) и третью (Стаббс-Вудбридж) сеяные пары, лишь в финале уступив посеянным вторыми Ай Сугияме и Махешу Бхупати.
До лета 2000 года Джонсон продолжал менять партнёров, выиграв один турнир с Байроном Блэком и два с Питом Норвалом, а с Арнольдом Лукасом-Кером выйдя в финал турнира категории ATP Championships в Штутгарте. На Уимблдоне в паре с Кимберли По он стал чемпионом в смешанном парном разряде. Посеянные восьмыми По и Джонсон столкнулись с единственными сеяными соперниками (десятой парой турнира Еленой Лиховцевой и Марком Ноулзом) только в четвертьфинале, во всех же остальных играх, включая финал, им противостояли несеяные соперники. В июле, после Штутгарта, Джонсон и Норвал образовали постоянную пару. Они дошли до полуфинала Открытого чемпионата Канады, относящегося к высшей категории турниров АТР, затем провалили Открытый чемпионат США, проиграв уже в первом круге, но в октябре и ноябре предприняли финишный спурт, сыграв в трёх финалах подряд и один из них (в Базеле) выиграв. Это позволило им принять участие в чемпионате мира АТР, где они победили в группе две пары из числа сильнейших в мире, а затем выиграли и весь турнир.
Несмотря на успешную концовку сезона, Джонсон расстался с Норвалом уже после Открытого чемпионата Австралии, где они проиграли в первом круге. Для Норвала это стало окончанием игровой карьеры, а Джонсон, проведя несколько турниров с разными партнёрами и завоевав два титула, к апрелю образовал постоянную пару с американцем Джаредом Палмером. За конец весны и первую половину лета они выиграли вместе ещё четыре турнира, включая Уимблдон. Уже в апреле Джонсон вошёл в число десяти лучших теннисистов мира в парном разряде, а после Уимблдона поднялся в рейтинге на четвёртую позицию. В конце лета и начале осени они с Палмером дошли до финалов Открытого чемпионата Канады и Открытого чемпионата США, после чего Джонсон оказался в рейтинге уже вторым. Победы на турнирах в Дохе и Сиднее в начале января позволили ему подняться и на первое место в рейтинге, которое он занимал до начала мая, на определённом этапе деля его с Палмером. В Открытом чемпионате Австралии Джонсон и Палмер проиграли в полуфинале, как и в итоговом турнире 2001 года, который был отложен до конца января, но это не помешало Джонсону сохранить первую позицию в рейтинге. Место на вершине он потерял после неудачных выступлений в Барселоне и Риме, но уже к 20 мая снова вернулся на высшую позицию и оставался на ней ещё четыре недели — до начала Уимблдонского турнира, который они с Палмером прошли на сей раз до полуфинала. Последним турниром в сезоне стал для Джонсона Открытый чемпионат США, где он дошёл до четвертьфинала. После этого он не выступал до конца года, но сохранил за собой место в десятке лучших игроков в парном разряде, став в ней в свои 34 года самым возрастным игроком этого сезона.

## Завершение карьеры
В январе 2003 года Джонсон и Палмер дошли до четвертьфинала на Открытом чемпионате Австралии, но сразу после этого стало ощущаться, что их пара далека от прежней формы. За четыре следующих турнира им удалось выиграть только три матча, после чего они расстались. Джонсон снова начал выступать с разными партнёрами и к концу апреля в Монте-Карло сумел дойти до полуфинала
с Кевином Ульеттом из Зимбабве. Дальнейшего развития этот успех, однако, не получил, и следующего хорошего результата пришлось ждать до лета, когда со своим давним партнёром Леандером Паесом Джонсон вышел в финал травяного турнира в Хертогенбосе. После этого он не добивался существенных успехов, ограничившись выходом в третий круг Уимблдонского турнира и Открытого чемпионата США, сразу после которого снова завершил сезон, уже вдали от первой десятки рейтинга.
Оказалось, что это фактически означало конец профессиональной карьеры Джонсона. За 2004 год он провёл в профессиональных турнирах только два матча и окончательно зачехлил ракетку накануне своего 36-летия, после поражения в первом круге Открытого чемпионата США. Уже в 2004 году он присоединился к тренерской бригаде своего родного университета в качестве тренера-добровольца, впоследствии став вторым тренером теннисной команды. В свой первый сезон с командой Университета Северной Каролины он помог ей подняться с 50-го до 11-го места в рейтинге студенческих сборных NCAA.

## Участие в финалах турниров Большого шлема за карьеру

### Мужской парный разряд (2)
| Результат | Год  | Турнир                 | Покрытие | Партнёр       | Соперники в финале     | Счёт в финале       |
| --------- | ---- | ---------------------- | -------- | ------------- | ---------------------- | ------------------- |
| Победа    | 2001 | Уимблдонский турнир    | Трава    | Джаред Палмер | Иржи Новак Давид Рикл  | 6-4, 4-6, 6-3, 7-66 |
| Поражение | 2001 | Открытый чемпионат США | Хард     | Джаред Палмер | Уэйн Блэк Кевин Ульетт | 6-79, 6-2, 3-6      |

### Смешанный парный разряд (2)
| Результат | Год  | Турнир                 | Покрытие | Партнёр     | Соперники в финале           | Счёт в финале |
| --------- | ---- | ---------------------- | -------- | ----------- | ---------------------------- | ------------- |
| Поражение | 1999 | Открытый чемпионат США | Хард     | Кимберли По | Ай Сугияма Махеш Бхупати     | 4-6, 4-6      |
| Победа    | 2000 | Уимблдонский турнир    | Трава    | Кимберли По | Ким Клейстерс Ллейтон Хьюитт | 6-4, 7-63     |

## Участие в финалах турниров в мужском парном разряде за карьеру (35)
| Легенда                                |
| -------------------------------------- |
| Большой шлем (2)                       |
| Чемпионат мира АТР / Кубок Мастерс (1) |
| Mercedes Benz Super Seven (5)          |
| ATP Gold (4)                           |
| ATP World / ATP International (23)     |

### Победы (23)
| №   | Дата        | Турнир                                    | Покрытие | Партнёр           | Соперники в финале             | Счёт в финале       |
| --- | ----------- | ----------------------------------------- | -------- | ----------------- | ------------------------------ | ------------------- |
| 1.  | 4 мар 1996  | Мехико, Мексика                           | Грунт    | Франсиско Монтана | Николас Перейра Эмилио Санчес  | 6-2, 6-4            |
| 2.  | 29 июл 1996 | Открытый чемпионат Нидерландов, Амстердам | Грунт    | Франсиско Монтана | Рикард Берг Джек Уэйт          | 6-4, 3-6, 6-2       |
| 3.  | 21 апр 1997 | Монте-Карло, Монако                       | Грунт    | Франсиско Монтана | Паул Хархёйс Якко Элтинг       | 7-6, 2-6, 7-6       |
| 4.  | 2 фев 1998  | Марсель, Франция                          | Хард (i) | Франсиско Монтана | Марк Кил Т. Дж. Миддлтон       | 6-4, 3-6, 6-3       |
| 5.  | 6 апр 1998  | Оэйраш, Португалия                        | Грунт    | Франсиско Монтана | Фернон Вибир Давид Родити      | 6-1, 2-6, 6-1       |
| 6.  | 4 мая 1998  | Открытый чемпионат Германии, Гамбург      | Грунт    | Франсиско Монтана | Дэвид Адамс Бретт Стивен       | 6-2, 7-5            |
| 7.  | 5 окт 1998  | Палермо, Италия                           | Грунт    | Франсиско Монтана | Пабло Альбано Даниэль Орсанич  | 6-4, 7-6            |
| 8.  | 5 апр 1999  | Оэйраш (2)                                | Грунт    | Томас Карбонель   | Иржи Новак Давид Рикл          | 6-3, 2-6, 6-1       |
| 9.  | 5 июл 1999  | Гштад, Швейцария                          | Грунт    | Цирил Сук         | Александар Китинов Эрик Тайно  | 7-5, 7-6            |
| 10. | 21 фев 2000 | Мехико (2)                                | Грунт    | Байрон Блэк       | Мартин Родригес Гастон Этлис   | 6-3, 7-5            |
| 11. | 10 апр 2000 | Оэйраш (3)                                | Грунт    | Пит Норвал        | Дэвид Адамс Джошуа Игл         | 6-4, 7-5            |
| 12. | 19 июн 2000 | Ноттингем, Великобритания                 | Трава    | Пит Норвал        | Рик Лич Эллис Феррейра         | 1-6, 6-4, 6-3       |
| 13. | 23 окт 2000 | Базель, Швейцария                         | Ковёр    | Пит Норвал        | Доминик Грбаты Роджер Федерер  | 7-69, 4-6, 7-64     |
| 14. | 11 дек 2000 | Чемпионат мира ATP, Бангалор, Индия       | Хард     | Пит Норвал        | Махеш Бхупати Леандер Паес     | 7-68, 6-3, 6-4      |
| 15. | 26 фев 2001 | Акапулько, Мексика (3)                    | Грунт    | Густаво Куэртен   | Дэвид Адамс Мартин Гарсия      | 6-3, 7-65           |
| 16. | 5 мар 2001  | Скоттсдейл, Аризона, США                  | Хард     | Джаред Палмер     | Марсело Риос Шенг Схалкен      | 7-63, 6-2           |
| 17. | 23 апр 2001 | Барселона, Испания                        | Грунт    | Джаред Палмер     | Фернандо Висенте Томми Робредо | 7-62, 6-4           |
| 18. | 30 апр 2001 | Мальорка, Испания                         | Грунт    | Джаред Палмер     | Фелисиано Лопес Франсиско Ройг | 7-5, 6-3            |
| 19. | 18 июн 2001 | Ноттингем (2)                             | Трава    | Джаред Палмер     | Эндрю Кратцман Пол Хенли       | 6-4, 6-2            |
| 20. | 25 июн 2001 | Уимблдонский турнир, Великобритания       | Трава    | Джаред Палмер     | Иржи Новак Давид Рикл          | 6-4, 4-6, 6-3, 7-66 |
| 21. | 22 окт 2001 | Стокгольм, Швеция                         | Хард (i) | Джаред Палмер     | Юнас Бьоркман Тодд Вудбридж    | 6-3, 4-6, 6-3       |
| 22. | 31 дек 2002 | Доха, Катар                               | Хард     | Джаред Палмер     | Иржи Новак Давид Рикл          | 6-3, 7-65           |
| 23. | 7 янв 2002  | Сидней, Австралия                         | Хард     | Джаред Палмер     | Джошуа Игл Сэндон Столл        | 6-4, 6-4            |

### Поражения (12)
| №   | Дата          | Турнир                           | Покрытие | Партнёр           | Соперники в финале                | Счёт в финале   |
| --- | ------------- | -------------------------------- | -------- | ----------------- | --------------------------------- | --------------- |
| 1.  | 14 июл 1997   | Mercedes Cup, Штутгарт, Германия | Грунт    | Франсиско Монтана | Густаво Куэртен Фернандо Мелигени | 4-6, 4-6        |
| 2.  | 13 окт 1997   | Острава, Чехия                   | Ковёр    | Франсиско Монтана | Иржи Новак Давид Рикл             | 2-6, 4-6        |
| 3.  | 9 фев 1998    | Дубай, ОАЭ                       | Хард     | Франсиско Монтана | Махеш Бхупати Леандер Паес        | 2-6, 5-7        |
| 4.  | 17 июл 2000   | Mercedes Cup (2)                 | Грунт    | Лукас Арнольд-Кер | Иржи Новак Давид Рикл             | 7-5, 2-6, 3-6   |
| 5.  | 6 окт 2000    | Тулуза, Франция                  | Хард (i) | Пит Норвал        | Жюльен Бутте Фабрис Санторо       | 6-78, 6-4, 6-75 |
| 6.  | 30 окт 2000   | Eurocard Open, Штутгарт          | Хард (i) | Пит Норвал        | Иржи Новак Давид Рикл             | 6-3, 3-6, 4-6   |
| 7.  | 9 апр 2001    | Оэйраш, Португалия               | Грунт    | Ненад Зимонич     | Михал Табара Радек Штепанек       | 4-6, 1-6        |
| 8.  | 30 июл 2001   | Монреаль, Канада                 | Хард     | Джаред Палмер     | Иржи Новак Давид Рикл             | 4-6, 6-3, 3-6   |
| 9.  | 27 авг 2001   | Открытый чемпионат США, Нью-Йорк | Хард     | Джаред Палмер     | Уэйн Блэк Кевин Ульетт            | 6-79, 6-2, 3-6  |
| 10. | 18 мар 2002   | Майами, США                      | Хард     | Джаред Палмер     | Даниэль Нестор Марк Ноулз         | 3-6, 6-3, 1-6   |
| 11. | June 24, 2002 | Ноттингем, Великобритания        | Трава    | Джаред Палмер     | Майк Брайан Марк Ноулз            | 6-0, 6-73, 4-6  |
| 12. | 16 июн 2003   | Хертогенбос, Нидерланды          | Трава    | Леандер Паес      | Мартин Дамм Цирил Сук             | 5-7, 6-74       |

## Статистика участия в центральных турнирах в мужском парном разряде за карьеру
| Турнир                       | 1993 | 1994 | 1995 | 1996 | 1997 | 1998 | 1999 | 2000 | 2001 | 2002 | 2003 | 2004 | Итого  | В/П за карьеру |
| ---------------------------- | ---- | ---- | ---- | ---- | ---- | ---- | ---- | ---- | ---- | ---- | ---- | ---- | ------ | -------------- |
| Открытый чемпионат Австралии | НУ   | 2К   | 3К   | 1К   | 3К   | 3К   | 1К   | НУ   | 1К   | 1/2  | 1/4  | НУ   | 0 / 9  | 14-9           |
| Открытый чемпионат Франции   | НУ   | 1К   | 3К   | 1/4  | 1К   | 1/4  | 1К   | 2К   | 1К   | 2К   | 2К   | НУ   | 0 / 10 | 11-10          |
| Уимблдонский турнир          | НУ   | 1К   | 1К   | 1К   | 1/4  | 3К   | 2К   | 2К   | П    | 1/2  | 3К   | НУ   | 1 / 10 | 18-9           |
| Открытый чемпионат США       | 3К   | 2К   | 2К   | 1К   | 3К   | 1К   | 3К   | 1К   | Ф    | 1/4  | 3К   | 1К   | 0 / 12 | 17-12          |
| Чемпионат мира АТР           | НУ   | НУ   | НУ   | НУ   | ГТ   | 1/2  | НУ   | П    | 1/2  | -    | НУ   | НУ   | 1 / 4  | 8-8            |
| Рейтинг в конце года         | 100  | 106  | 100  | 42   | 26   | 24   | 36   | 18   | 3    | 10   | 35   | 1211 | -      | -              |